# Synodus
Synodus is een geslacht van hagedisvissen (Synodontidae). Het geslacht omvat 43 soorten.

## Soorten
- Geslacht Synodus
  - Synodus binotatus Schultz, 1953
  - Synodus capricornis Cressey & Randall, 1978
  - Synodus dermatogenys Fowler, 1912
  - Synodus doaki Russell & Cressey, 1979
  - Synodus evermanni Jordan & Bollman, 1890
  - Synodus falcatus Waples & Randall, 1989
  - Synodus fasciapelvicus Randall, 2009
  - Synodus foetens (Linnaeus, 1766)
  - Synodus fuscus Tanaka, 1917
  - Synodus gibbsi Cressey, 1981
  - Synodus hoshinonis Tanaka, 1917
  - Synodus indicus (Day, 1873)
  - Synodus intermedius (Spix & Agassiz, 1829)
  - Synodus isolatus Randall, 2009
  - Synodus jaculum Russell & Cressey, 1979
  - Synodus kaianus (Günther, 1880)
  - Synodus lacertinus Gilbert, 1890
  - Synodus lobeli Waples & Randall, 1989
  - Synodus lucioceps (Ayres, 1855)
  - Synodus macrocephalus Cressey, 1981
  - Synodus macrops Tanaka, 1917
  - Synodus marchenae Hildebrand, 1946
  - Synodus mascarensis Prokofiev, 2008
  - Synodus mundyi Randall, 2009
  - Synodus oculeus Cressey, 1981
  - Synodus orientalis Randall & Pyle, 2008
  - Synodus poeyi Jordan, 1887
  - Synodus pylei Randall, 2009
  - Synodus randalli Cressey, 1981
  - Synodus rubromarmoratus Russell & Cressey, 1979
  - Synodus sageneus Waite, 1905
  - Synodus sanguineus Randall, 2009
  - Synodus saurus (Linnaeus, 1758)
  - Synodus scituliceps Jordan & Gilbert, 1882
  - Synodus sechurae Hildebrand, 1946
  - Synodus similis McCulloch, 1921
  - Synodus synodus (Linnaeus, 1758)
  - Synodus taiwanensis Chen, Ho & Shao, 2007
  - Synodus tectus Cressey, 1981
  - Synodus ulae Schultz, 1953
  - Synodus usitatus Cressey, 1981
  - Synodus variegatus (Lacepède, 1803) – Rifhagedisvis
  - Synodus vityazi Ho, Prokofiev & Shao, 2010